# Parafia Świętych Apostołów Piotra i Pawła w Kaniem
Parafia Świętych Apostołów Piotra i Pawła w Kaniem – parafia rzymskokatolicka, znajdująca się w archidiecezji lubelskiej, w dekanacie Siedliszcze. 
Według stanu na miesiąc luty 2017 liczba wiernych w parafii wynosiła 2626 osób.